# GGTLC1
GGTLC1 (англ. Gamma-glutamyltransferase light chain 1) – білок, який кодується однойменним геном, розташованим у людей на короткому плечі 22-ї хромосоми. Довжина поліпептидного ланцюга білка становить 225 амінокислот, а молекулярна маса — 24 274.
| 10         |  | 20         |  | 30         |  | 40         |  | 50         |
| ---------- |  | ---------- |  | ---------- |  | ---------- |  | ---------- |
| MTSEFFSAQL |  | RAQISDDTTH |  | PISYYKPEFY |  | MPDDGGTAHL |  | SVVAEDGSAV |
| SATSTINLYF |  | GSKVRSPVSG |  | ILLNNEMDDF |  | SSTSITNEFG |  | VPPSPANFIQ |
| PGKQPLSSMC |  | PTIMVGQDGQ |  | VRMVVGAAGG |  | TQITMATALA |  | IIYNLWFGYD |
| VKWAVEEPRL |  | HNQLLPNVTT |  | VERNIDQEVT |  | AALETRHHHT |  | QITSTFIAVV |
| QAIVRMAGGW |  | AAASDSRKGG |  | EPAGY      |  |            |  |            |

A: Аланін

C: Цистеїн

D: Аспарагінова кислота

E: Глутамінова кислота

F: Фенілаланін

G: Гліцин

H: Гістидин

I: Ізолейцин

K: Лізин

L: Лейцин

M: Метіонін

N: Аспарагін

P: Пролін

Q: Глутамін

R: Аргінін

S: Серин

T: Треонін

V: Валін

W: Триптофан